# Покровский, Николай Ильич
Никола́й Ильи́ч Покро́вский (1 [13] марта 1897; Харьков, Российская империя — 12 марта 1946; Ростов-на-Дону, СССР) — советский историк-кавказовед, профессор, первый декан историко-филологического факультета Ростовского государственного университета. Отец советского и российского историка академика РАН Николая Покровского.

## Биография
Николай Покровский родился в Харькове 1 марта 1897 года. Детство и юность провёл во Владикавказе. В 1914 году его семья переехала в Ростов-на-Дону. Там Покровский поступил в классическую гимназию, по окончании которой в 1916 году поступил на историко-филологический факультет, эвакуированного во время Первой мировой войны из Варшавы в Ростов-на-Дону Императорского Варшавского университета (с 1917 Донской университет).
По окончании в 1920 году Донского университета Покровский работал в системе народного образования. Был заведующим подотдела Донского Отдела народного образования. Преподавал в Донской советской партшколе, на коммунистических курсах Донского военкомата, рабочем факультете (будучи там завучем) и в Рабочем университете. Там же в Ростове в 1930‑х годах читал курсы лекций по истории СССР, истории развития народного хозяйства России в Северо-Кавказском педагогическом и Финансово-экономическом институтах. Работал в Главполитпросвете в Москве и в то же время читал курс по методике преподавания истории в Академии коммунистического воспитания им. Н. К. Крупской.
Будучи научным сотрудником Горского научно-исследовательского института Покровский принимал участие в научных экспедициях по Северному Кавказу для сбора различных историко-этнографических материалов. Изучив арабский язык, он активно вводил в научный оборот новые источники по изучению Северного Кавказа. В 1934 году им была подготовлена рукопись монографии посвящённой Кавказской войне, которая была принята в 1935 году издательством Соцэкгиз (М.), однако редакционный совет последней, опасаясь негативной политической оценки партийных служб, в мае того же года запросил на Покровского с места работы «политическую и научную характеристику». Как отмечал профессор В. Г. Гаджиев
Причиной тому была острота рассматривавшихся в ней проблем и невозможность подогнать изложенные в ней факты и взгляды историка под заданные партийной идеологией схемы.
У местных служащих госбезопасности обнаружились некоторые компроматы на Покровского и он, ввиду опасности репрессии, переехал в Ленинград, где в течение года сумел устроиться на работу. Убедившись в своей безопасности, Покровский вернулся в Москву. 28 февраля 1937 года на его запрос причины столь длительной задержки с выходом в свет книги, редакция Соцэкгиза указала на необходимость «идеологической переработки», в частности отмечая, что следует «подчеркнуть», что движение народов Северного Кавказа в XIX веке «имело народно-освободительный характер и было направлено против колониальной политики царизма». В 1939 году книга была принята Чечено-Ингушским книжным издательством (Грозный) и, уже после смерти Покровского, в 1947 ― Госполитиздатом (М.), однако впервые была опубликована только в 2000 году издательством РОССПЭН (М.). Второе издание того же издательства вышло в 2009 году, с добавлением глав, характеризующих социальное и экономическое развитие Дагестана, Чечни и Кумыкской плоскости.
Когда доцент Исторического факультета Московского университета С. К. Бушуев, выступавший в 1937 году на обсуждении своей работы на тему имамата Шамиля в АН СССР, оперировал своими открытиями, специализировавшаяся в то время на данной теме А. Б. Закс задала ему вопрос: «Почему же Вы не указываете на статьи Н. И. Покровского на эти же темы, опубликованные ещё в 1934 и 1936 гг.?». С. К. Бушуев, обращаясь к аудитории, ответил, что «По некоторым обстоятельствам имя этого историка лучше не упоминать».
Тем не менее, в декабре 1938 года Покровский в Ленинграде защитил кандидатскую диссертацию по теме «Северо-Восточный Кавказ в первой половине XIX века (социально-экономический обзор)», а в июле 1939 — докторскую по теме «Завоевание Северо-Восточного Кавказа и борьба горцев за независимость». Его тезисы докторской диссертации были высоко оценены официальными оппонентами академиками Б. Д. Грековым, И. Ю. Крачковским, профессором С. Н. Валком и др. В том же году Покровскому была присуждена учёная степень доктора исторических наук, а его квалификационная работа рекомендована к публикации. Она была отредактирована академиком Н. М. Дружининым и в начале 1940 года сдана в издательство, однако в 1941 году опубликована была только глава «Мюридизм», остальные же главы, в связи с начавшейся в том году Отечественной войной, остались не опубликованными.
В 1941 году во время Отечественной войны Покровский сыграл значительную роль в восстановлении, упразднённого ещё в 1920—1930-х годах, в результате идеологизированных реорганизаций компартии, историко-филологического факультета Ростовского государственного университета, после чего, возглавил тот факультет, став при этом его первым деканом. С того же 1941 года — профессор и заведующий кафедрой истории народов СССР Ростовского университета. Из переписки Покровского с профессором И. Ю. Крачковским известно, что в 1944 году он стремился переехать в Ленинград для работы в находившемся в то время там Институте востоковедения АН СССР.
Скончался Покровский 12 марта 1946 года в Ростове-на-Дону. По сообщению его жены Татьяны Андреевны, у Николая Ильича было белокровие. По её словам, лечащий врач приложил максимум усилий для его спасения и всё это время Покровский находился в сознании. Утром в день смерти он сказал, — «Вот и всё, сегодня я умру» и попрощался с семьёй.

## Награды
- Нагрудный значок «Отличник народного просвещения РСФСР» (30.10.1945)[16]

## Основная библиография
Монографии
- Покровский Н. И. Кавказские войны и имамат Шамиля. — М.: РОССПЭН, 2000. — 511 с. — ISBN 5-8243-0078-X. (При жизни не была издана)
- Покровский Н. И. Очерки социально-экономического строя Дагестана. — Ростов н/Д., 1935.

Статьи
- Покровский Н. И. Против великодержавного шовинизма в изучении истории горского национально-освободительного движения // Историк-марксист. — М., 1934. — Т. 36, № 2. — С. 30—75.
- Лихницкий Н. Т., Покровский Н. И. Против великодержавного шовинизма в изучении истории горского национально-освободительного движения // Историк-марксист. — М., 1934. — Т. 36, № 2. — С. 99—105.
- Покровский Н. И. Обзор источников по истории имамата // Проблемы источниковедения. — М., 1936. — Вып. 2. — С. 187—234.
- Покровский Н. И. Краткий обзор истории имамата // Революция и горец. — Ростов н/Д., 1939. — № 6—7.
- Покровский Н. И. Мюридизм (глава из докт. дисс.) // Учёные записки Ростовского-на-Дону государственного университета. — Ростов н/Д.: РГУ им. В. М. Молотова, 1941. — Т. 1. (Глава из докторской диссертации)

## Семья
Жена — Татьяна Андреевна (урождённая Прасолова) из курских крестьян, врач-невропатолог.
Дети
- Светлана — литературовед, супруга историка А. П. Пронштейна[18].
- Николай (1930—2013) — историк, действительный член РАН (1992), советник РАН, заведующий сектором археографии и источниковедения Института истории СО РАН (Новосибирск), председатель Сибирского отделения Археографической комиссии РАН. Основатель научной школы сибирских археографов и источниковедов.